# Wenceslao Carrillo
Wenceslao Carrillo Alonso-Forjador (Valladolid, 9 de octubre de 1889-Charleroi, 7 de noviembre de 1963) fue un político, sindicalista y periodista socialista español. Fue padre del dirigente del Partido Comunista de España, Santiago Carrillo.

## Biografía
Nació el 9 de octubre de 1889 en Valladolid, en el seno de una familia trabajadora. Obrero fundidor en Gijón, a los catorce años se afilió a la Unión General de Trabajadores (UGT) y a las Juventudes Socialistas de España (JSE). Desde esta organización daría el salto posteriormente al Partido Socialista Obrero Español (PSOE).
Activo miembro de la UGT, fue detenido en numerosas ocasiones entre 1910 y 1917. Abandonó su puesto como trabajador y dirigente sindical en Asturias y se trasladó a Madrid para desempeñar el puesto de redactor en el diario El Socialista, en 1923. Al mismo tiempo accedió a la dirección de UGT y fue partidario de impulsar acuerdos con la dictadura de Primo de Rivera antes que enfrentarse al dictador, convencido como otros dirigentes sindicales de las bondades del proyecto paternalista de este. En 1929 comenzó a criticar abiertamente la dictadura, al tiempo que UGT iniciaba su alejamiento del régimen.
En abril de 1931 fue elegido concejal del Ayuntamiento de Madrid, siendo uno de los miembros del mismo que proclamó la Segunda República en la Puerta del Sol. En las elecciones generales de 1931, fue elegido diputado al Congreso por la provincia de Córdoba; no logró revalidar su acta en las elecciones de 1933, aunque en los comicios de 1936 volvió a salir electo diputado por Córdoba. Permanecería en la ejecutiva del PSOE hasta la dimisión de Francisco Largo Caballero, en diciembre de 1935.
Tras la sublevación militar que dio lugar a la Guerra Civil fue nombrado subsecretario de la Gobernación en el gobierno de Francisco Largo Caballero; con posterioridad asumió el puesto de director general de Seguridad, en sustitución de Manuel Muñoz Martínez, puesto que desempeñaría hasta la caída del gobierno Largo Caballero, en mayo de 1937. Tomó parte en el golpe de Casado contra Juan Negrín, en marzo de 1939, y formó parte del Consejo Nacional de Defensa —creado con la intención de negociar un acuerdo con Franco durante las últimas semanas de la guerra—. Dentro del nuevo organismo ocupó el cargo de consejero de Gobernación. Su apoyo al golpe de Casado le granjeó la enemistad de su hijo, Santiago Carrillo, miembro entonces de las Juventudes Socialistas Unificadas y dirigente después del Partido Comunista de España.
Antes de la caída de Madrid en manos franquistas consiguió huir de España junto a otros miembros del Consejo Nacional de Defensa, instalándose en el Reino Unido. Con posterioridad se trasladó a Bélgica, donde estableció su residencia. Fue dirigente de la UGT en el exilio durante cuatro años tras el final de la Segunda Guerra Mundial.
Falleció en Charleroi el 7 de noviembre de 1963.